# Nikólaos Kalogerópoulos
Nikolaos Kalogeropulos (en griego: Νικόλαος Καλογερόπουλος) (Calcis, 23 de julio de 1851 - Atenas, 7 de enero de 1927) fue un político griego que presidió brevemente el Gobierno a finales de 1916. Nació en 1851 en la isla de Eubea. 
Estudió Derecho en Atenas y París. Fue ministro en varios gabinetes. Presidió brevemente el Gobierno en dos ocasiones, en 1916 y en 1921. Murió en 1927.

## Efímero primer ministro
Tras la inesperada ocupación búlgara de Kavala el 11 de septiembre de 1916 y el internamiento en Alemania del IV Cuerpo de Ejército que debía haberla defendido, la Presidencia del Gobierno pasó a Kalogerópoulos. Su Gobierno lo componían principalmente ministro filogermanos, por lo que los Aliados se negaron a reconocerlo. Dimitió el 4 de octubre debido a las diferencias en política exterior que tenía con el rey, Constantino I de Grecia, que le impedían tratar de mejorar las tensas relaciones con la Triple Entente.